# The Elder Scrolls V: Skyrim
Elder Skrols V: Skajrim (engl. The Elder Scrolls V: Skyrim) je video igra koju je razvila i izdala Betesda Softvork (engl. Bethesda Softworks). Ovo je peti deo Elder skrols serijala, izdat je širom sveta za Mikrosoft Windows (engl. Microsoft Windows), PlayStation 3(engl. PlayStation 3), i za Xbox 360 (engl. Xbox 360), 11. novembra 2011. godine. U ovoj igri vi predstavljate heroja koji je treba da porazi Alduina, zmaja koji će da uništi svet. Igra se odigrava dvesta godina posle dešavanja u igri Oblivion, i dešava se u fikcijalnoj provinciji Skajrim. Tokom igre, igrač razvija svog karaktera tako što rešava zagonetke, učestvuje u raznim avanturama, itd. Igra nastavlja tradicijom otvorenog sveta drugih igara Elder Skrolsa, dozvoljavajući igraču da putuje bilo gde u svetu igre u bilo kom trenutku i da ignoriše ili da odloži glavnu priču bilo kad.
Skajrim je razvijen koristeći Kriejšon endžin, napravljen specifično za ovo igru. Tim želeo da ova igra ima raznovrsniji svet nego njegov prethodnik Oblivion. Igra je prihvaćena od strane kritičara, i smatra se jednom od najboljih video igara svih vremena. Prodalo se preko sedam miliona kopija u prvoj nedelji, i preko 30 miliona na svim platformama. Takođe su izadata tri dodatka za igru: Davngard, Hartfajer, Dragonborn. Elder Skrols V: Skajrim - Spešl Edišn, prepravljena verzija igre je izdata za Windows, Xbox One i za PlayStation 4 u oktobru 2016. godine. Ova verzija je u sebi imala sva tri dodatka, i unaprađenu grafiku.

## Igra
Elder Skrols V: Skajrim je igra igranja uloga, koja može da se igra iz prvog lica, ili trećeg. Igrač može slobodno da se kreće po provinciji Skajrim, koji se sastoji od zamkova, pećina, divljina, sela i gradova. Igrač može brže da istražuje svet tako što može da jaše konja, ili da koristi sistem za brzo putovanje, koje mu omogućava da se teleportuje na prethodno posećene lokacije. Glavna priča igre može da se završi ili potpuno ignoriše, u zavisnosti od toga kako igrač želi. Međutim, neke avanture zavise od toga da glavna priča bude makar delimično završena. NPCs (engl. Non-player characters),ili ne igrivi karakteri, su širom ovog sveta, i sa njima postoji više načina interakcije: Igrač može da uđe u razgovor sa njima, igrač može da oženi ili ubije određene NPC-ove, a može i da uđe u tuču sa njima. Kao i u prethodnim elder skrols igrama, ako ubijete nekog važnog NPC-a, nećete moći da završite avanturu koji je taj NPC nudio. Ali takođe, neki NPCs ne mogu da se ubiju, kao, na primer, deca. NPC-ovi takođe mogu da budu svedoci ako počinite neki kriminal, ubistvo, ili krađu, pa onda vi kao igrač postanete traženi kriminalac, i stražari mogu da vas uhapse. Igrač može da plati kauciju, da odleži vreme u zatvoru, ili da proba da se fizički obračuna sa stražarima. Igrać takođe može da ima NPC-ove kao saputnike, koji će vas pratiti u svakoj vašoj avanturi. Igrač takođe može da se pridruži raznim organizacijama u igri, kao što su napr. Dark braderhud (engl. The Dark Brotherhood), grupu plaćenih ubica. Svaka organizacija ima svoje avanture i poslove.

## Sinopsis

### Postavka priče i glavni lik
Skajrim se dešava oko 200 godina posle događaja u igri Elder skrols IV: Oblivion, ali nije direktan nastavak. Igra se ogriva u Skajrimu, provincija carstva na kontinentu Tamriel u sred građanskog rata između dve frakcije: Stormklouks (engl. The Stormcloaks), i Imperijal Lidžn (engl. Imperial Legion). Lik koga igrač upravlja je takozvani Dragonborn, smrtnik sa dušom i sa moći zmaja. Alduin, veliki crni zmaj koji se vratu na zemlju, nakon što je bio izgubljen u vremene, služi kao glavni negativac u igri. Alduin je prvi rođeni zmaj, i prorečeno je da će on da uništi čoveka, i da će pojesti svet.

### Zaplet
Igrač je zatvorenik i vođen je na pogubljenje u grad Helgen. Alduin neočekivano prekida proces i uništava grad pre nego što igrača pogube. Igrač pobegne i putuje u grad Vajtran (engl. Whiterun) da zatraži pomoć da ubije zmaja. Nakon što je ubio drugog zmaja koji je napao blizu, igrač absorbuje njegovu dušu, koju mu daje nove moći. Stražari koju su prisustvali tome su zaključili da igrač mora biti Dragonborn. Igrača pozivaju na sastanak sa Grejbirdovima (engl. The Graybeards),odred monaha koji žive na vrhu planine. Grejbirdovi treneiraju i uče igrača da koristi svoje nove moći da mu pomognu oko zaustavljanja Alduina.
Igrač kasnije se susretne sa članom Blejdsa (engl. The Blades) odred lovaca na zmajeve. Igrač i blejdsi putuju do Alduinovog zida, isklesano proročanstvo, gde su naučili da su stari Nordi koristili posebnu moć protiv Alduina da bi mogli da ga uopšte i napadnu. Da dobije više informacija o tome, igrač upoznaju starog zmaja po imenu Partunaks, koji je vođa Grejbirda. Partunaks otkriva da je Alduin prognan van vremena koristeći elder skrol, u nadi da se više nikad neće pojaviti. Igrač pronalazi elder skrol i koristi ga da vidi u prošlost i nauči tu moć koja mu je potrebna. Igrač se bori sa Alduinom, koji potom beži u Sovngard, nordski zagrobni život, da prikupi snagu tako što proždire duše poginulih nordova.
Igrač priziva i zarobljava zmaja po imenu Odahving, saznaje da je Alduin pobegao kroz portal koji se nalazi u starom zamku po imenu Skuldafn. Odahving pristaje da prenese igrača do starog zamka, tvrdeći da se Alduin pokazao kao slabić što beži od Dragonborna i da je dovoljno dobar da vodi ostale zmajeve. Igrač ulazi u Sovngard i tu se nalazi sa tri heroja nordskih legendi koji su poslali Alduina kroz vreme. Uz njihovu pomoć, Alduin je poražen zauvek.